# Petristegel

Die Lage des früheren Petristegels, rot markiert auf einem Stadtplan von 1910

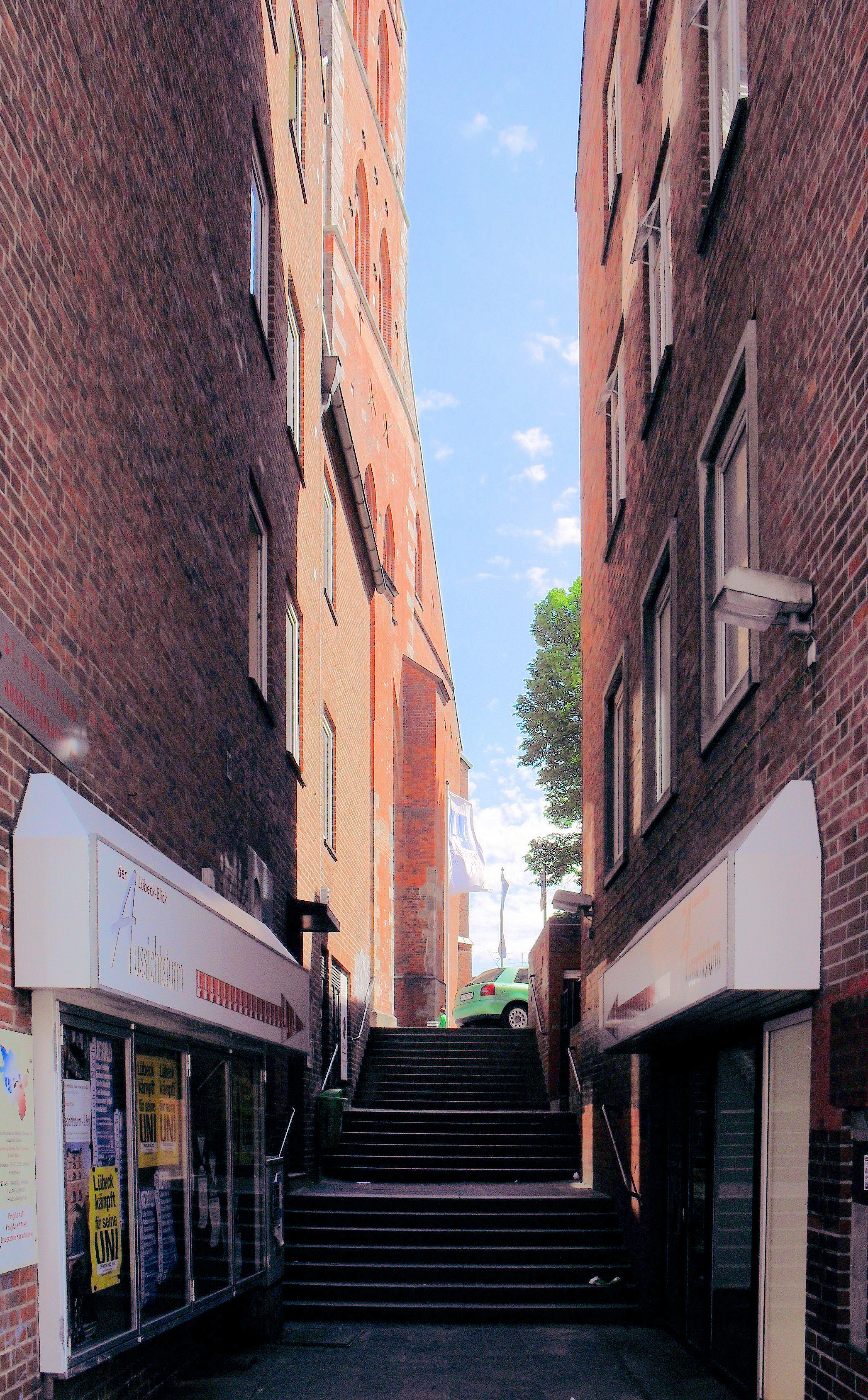
Der heutige Petristegel

Der Petristegel war eine Straße in der Lübecker Altstadt.

## Lage
Der etwa 20 Meter lange Petristegel befand sich im westlichen Teil der Altstadtinsel, im Marien Quartier. Es handelte sich um eine schmale Gasse, die den Petrikirchhof mit der tiefer gelegenen Holstenstraße verband.

## Geschichte
Bei der ersten urkundlichen Erwähnung im Jahre 1290 wird die Gasse mit dem lateinischen Namen Platea furum (Diebesstraße) bezeichnet. Diese Benennung leitet sich vermutlich davon ab, dass die schmale Seitengasse allgemein als Fluchtweg von Dieben galt, die rasch aus der belebten Holstenstraße entkommen wollten.
1360 findet sich die niederdeutsche Fassung Devesstrate, 1614 die hochdeutsche Variante Diebessteg. Von diesem Zeitpunkt an wird die Gasse stets als Steg oder Stegel bezeichnet, was im damaligen Lübecker Sprachgebrauch Treppe bedeutete und auf die steile Steigung Bezug nahm.
1794 ist die verballhornte Schreibweise Depstegel belegt, aus der in fortschreitender Fehldeutung 1798 die Bezeichnung Tiefstegel entsteht. Im 19. Jahrhundert schließlich bürgerte sich der völlig neue Name Petristegel ein.
Beim großen Bombenangriff im März 1942 wurde die Bebauung der Holstenstraße und des Petrikirchhofs an dieser Stelle völlig vernichtet. Beim Wiederaufbau in den 1950er Jahren wurde der schmale Verbindungsweg zwar wiederhergestellt, es handelt sich jedoch nurmehr um eine nicht als eigenständige Straße gewidmete Treppe. Die Hauseingänge, die an dieser Treppe liegen, werden zur Holstenstraße gerechnet.